# Thomas Höller
Thomas Franz Höller (* 2. Juni 1976 in Wolfsberg) ist ein ehemaliger österreichischer Fußballspieler und aktueller -trainer.

## Karriere
Thomas Höller wechselte 1997 vom SVG Bleiburg zum damaligen Regionalligisten SK Austria Klagenfurt, der seit 1999 als FC Kärnten antritt. Ab 1998 spielte der Verein in der Ersten Liga. Dort entwickelte Höller sich zum Stammspieler. Auch nach dem Aufstieg in die Bundesliga blieb er Stammspieler. Er debütierte dort am 17. November 2001, als er bei der 1:2-Niederlage des FC gegen die SV Ried in der Startaufstellung stand. 2002 kam er zu zwei Kurzeinsätzen in der Nationalmannschaft. Sein Debüt gab er am 27. März im Freundschaftsspiel gegen die Slowakei, als er in der 76. Minute für Jürgen Panis eingewechselt wurde. Am 17. April 2002 wurde er im Freundschaftsspiel gegen Kamerun in der 89. Minute erneut für Panis eingewechselt.
Nach dem Wiederabstieg des FC Kärnten im Jahre 2004 wechselte zu SW Bregenz und nach einem Jahr weiter zum SK St. Andrä/WAC, wo er jedoch nur in der zweiten Mannschaft zu regelmäßigen Einsätzen kam. Nach einem halbjährigen Engagement beim SV Ruden in der Unterliga Ost kehrte er im Januar 2008 noch einmal in die Erste Liga zurück, wo er einen Vertrag beim SV Bad Aussee unterschrieb.
Seit 2009 war er wieder bei seinem Heimatverein, dem Kärntnerligisten SVG Bleiburg, tätig. Im Zuge dieses Wechsels wurde er zu einer Geldstrafe verurteilt, weil er zuvor einen Vertrag beim SV Griffen unterschrieben haben soll. Seit März 2010 war Höller gleichzeitig auch Trainer der Bleiburger. Januar 2012 wechselte er zum SV Ruden, im Juli 2012 zum ASKÖ Mittlern.